# Epithelantha micromeris
Epithelantha micromeris és una espècie fanerògama que pertany a la família de les cactàcies (Cactaceae). És originària de Nord-amèrica.

## Descripció
Epithelantha micromeris és un cactus de tija globular, deprimit a l'àpex, encara que amb l'edat s'allarga i ramifica des de la base formant petits grups. Fa fins a 1 dm d'alçada i entre 2 i 6 cm de diàmetre. Sobre la tija es disposen petits tubercles i nombroses espines blanquinoses, en espiral i de 2 mm de llarg que la cobreixen completament. Les flors són molt petites de color rosa pàl·lid a blanc. Els fruits són allargats i vermellosos.

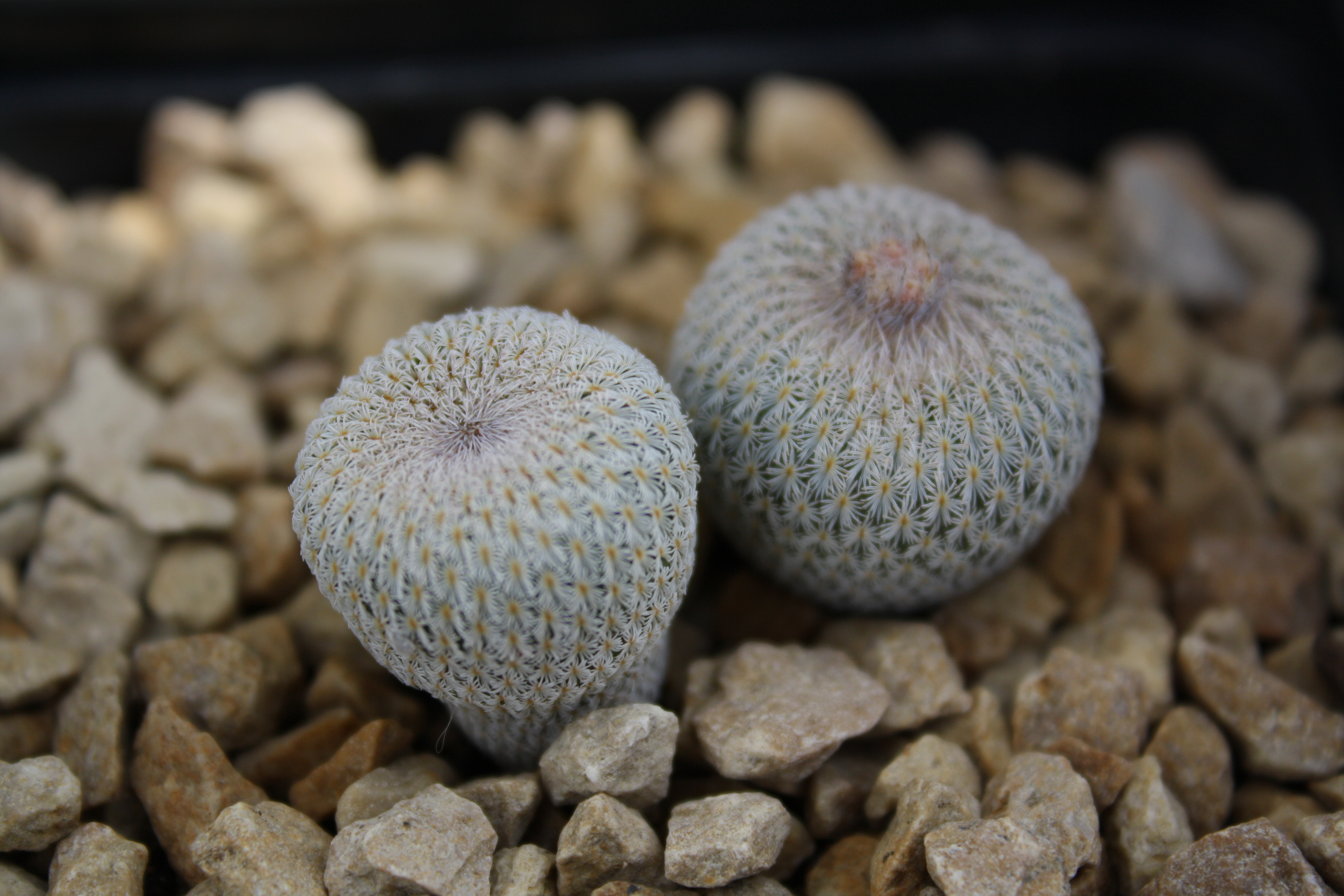
Vista de la planta

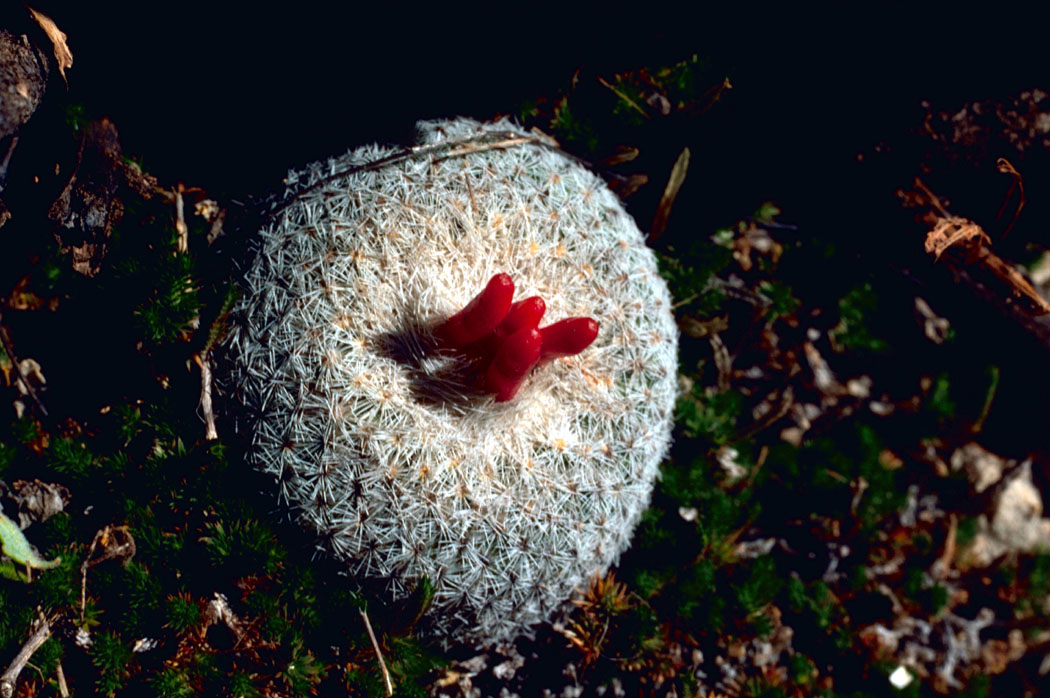
Amb el fruit

## Distribució
Epithelantha micromeris es troba als Estats Units, a l'oest de Texas i al nord de Mèxic a Chihuahua.

## Cultiu
És una espècie de creixement molt lent i se sol multiplicar a través de llavors.

## Observacions
Els indígenes ho usaven com a narcòtic pel seu contingut de set alcaloides, ho anomenen “Hikuli mulato”. Precisa una mitjana mínima de 10 °C, a ple sol. Aigua moderada i tenir un bon drenatge. El substrat hauria de contenir un percentatge més alt de material calcari. Necessita espai per a l'arrel.

## Taxonomia
Epithelantha micromeris va ser descrita per (Engelm.) F.A.C.Weber ex-Britton & Rose i publicat a Cactaceae 3: 93, a l'any 1922.
Etimologia
Epithelantha: nom genèric que deriva del grec i significa "flors que surten de tubercles".
micromeris: epítet derivat de les paraules gregues μικρό = microscòpica o petita i μηρός (meros) = part, i se refereix a les nombroses i petites espines radials disposades a la planta.
Sinonímia
- Cactus leucodasys Kuntze in Revis. Gen. Pl. 1: 260 (1891)
- Cactus leucodictius (Link ex Otto & Dietr.) Kuntze in Revis. Gen. Pl. 1: 260 (1891)
- Cactus micromeris (Engelm.) Kuntze in Revis. Gen. Pl. 1: 260 (1891)
- Cephalomamillaria micromeris (Engelm.) Frič in Život v Přír. 29(9): 9 (1925)
- Epithelantha micromeris var. caespitosa Y.Itô in The Cactaceae: 529 (1981), sense tipologia
- Epithelantha micromeris var. typica Croizat in Desert Pl. Life 15: 139 (1943), not validly publ.
- Epithelantha petri Halda & Horáček in Acta Mus. Richnov., Sect. Nat. 7: 72 (2000)
- Mammillaria leucodasys Salm-Dyck ex Scheer in B.Seemann, Bot. Voy. Herald: 286 (1856)
- Mammillaria leucodictia Link ex Otto & Dietr. in Allg. Gartenzeitung 16: 330 (1848), indicat provisionalment com a sinònim.
- Mammillaria micromeris Engelm. in Syn. Cact. U.S.: 4 (1856)[2][3]